# Rapport Condon
Ne doit pas être confondu avec Projet Condign.
Le rapport Condon est le nom usuel du rapport du projet OVNI de l'université du Colorado. Ce projet a étudié les objets volants non identifiés de 1966 à 1968 sous la direction du physicien Edward Condon et a rendu son rapport en 1968. Il avait été fait à la demande de l'US Air Force.

## Contexte
Après les différentes commissions chargées de cette étude, l'U.S. Air Force fait savoir que rien ne permet de croire à l'existence d'une menace pour la sécurité des États-Unis. Par menace, on entend d'hypothétiques vaisseaux extra-terrestres ou une arme secrète soviétique. Certains soupçonnèrent les officiels de cacher la vérité. Le président Truman démentit de telles hypothèses développées dans les médias. Pour certains, son intervention était la preuve d'une « conspiration du silence » ; pour d'autres, elle ne fit qu'encourager le développement de thèses paranoïaques. Les militaires se débarrassèrent alors du problème en le confiant à un organisme universitaire, ayant l'image de neutralité pour le public américain.
Craignant de se faire ridiculiser par la communauté scientifique (les histoires de soucoupes et de Martiens n'avaient pas bonne presse à l'époque), Robert Low et Edward U.Condon négocièrent le contrat de manière à trouver une formulation assez habile pour que leur objectivité ne soit pas mise en doute et qu'ils ne soient pas la risée du monde universitaire. James Mac Donald reçut copie de ces documents, par l'intermédiaire de David Saunders et Levine, et fit une campagne de presse en interprétant le mot trick, l'astuce de formulation visant à éviter de ridiculiser des scientifiques, comme signifiant fraude ou procédé malhonnête. Le précédent de la commission Warren, où l'on suspecte les commanditaires de l'assassinat de John Kennedy d'avoir voulu étouffer l'affaire, a laissé penser que d'autres commissions auraient pu avoir été truquées mais là pour des raisons moins évidentes. Les partisans des ovnis avancèrent l'idée conspirationniste que le gouvernement américain collaborait avec les extra-terrestres dans des bases secrètes afin de confectionner des engins nouveaux et des armes nouvelles.

## Travaux
Après examen de plusieurs centaines de dossiers du Projet Blue Book et de certains groupes civils sur la recherche d'OVNI, le comité en a sélectionné 56 pour une analyse détaillée afin, d'une part, de déterminer si « l'analyse de nouvelles observations peut permettre d'augmenter les connaissances scientifiques utiles pour l'US air force  et, d'autre part, « de tirer des rapports sur les ovnis, toute contribution pouvant être considérée comme un accroissement des connaissances scientifiques ».
Le rapport final, officiellement intitulé L'étude scientifique des objets volants non identifiés mais plus connu sous le nom de Rapport Condon, a été publié en 1968. Il conclut « que l'étude des ovnis durant ces vingt et une dernières années n'a rien apporté à la connaissance scientifique [et] que d'autres études approfondies des ovnis ne peuvent probablement pas se justifier par l'espoir qu'elles pourraient faire progresser la science » et que certains scientifiques n'accepteraient pas sans sourciller la conclusion que l'étude des rapports d'ovnis n'est pas à même de faire avancer la science. En particulier, le comité conclut à des lacunes dans les domaines de l'optique atmosphérique, de la propagation d'ondes radio et de l'électricité atmosphérique, domaines qui pourraient bénéficier des travaux effectués par le comité Condon. Ils concluent, d'autre part, que l'étude des 56 cas n'a pas apporté de preuves sur la réalité des ovnis ou sur l'hypothèse extraterrestre.
Le rapport a été relu par un panel de l'Académie des Sciences des États-Unis qui l'a validé, ainsi que ses conclusions et ses recommandations. Le rapport Condon reste donc encore aujourd'hui un document fondateur de l'approche sceptique du phénomène ovni. Cette étude scientifique publique était la plus chère (500 000 dollars) consacrée à un sujet de ce type.

### Principaux résultats de l'équipe Condon

#### Étude de cas

##### Étude de photographies
L'étude souligne le fait que les photographies sont souvent considérées comme des preuves par une partie de l'opinion publique et cela alors qu'on peut sans problème réaliser des faux simplement par double impression de négatifs. L'étude se concentre dès lors sur les négatifs. Quatorze photographies sont examinées, concluant pour la majorité d'entre elles à des débris ou à des confusions avec des aéroplanes.
- À propos de la photographie prise le 11 mai 1950 à McMinnville, dans l'Oregon), l'analyse rejette la possibilité d'une double exposition (l'ovni est plus foncé que le ciel en arrière-plan) ainsi que la forgerie (les négatifs ne sont pas retouchés). Elle exclut également la fabrication d'un frisbee lancé en l'air (absence de rotation). Elle n'exclut pas la possibilité d'un modèle suspendu à un fil ni d'un objet volant extraordinaire[7].

## Réactions
Alors que 97 pour cent des observations avaient été expliquées par le livre bleu, les conclusions scientifiques identiques formulées par le rapport Condon ne plurent pas aux partisans de la thèse extraterrestre, lesquels, au lieu d'apporter des preuves scientifiques, recherchèrent la possibilité d'un biais et déclenchèrent la polémique axée sur la forme plutôt que le fond.
Le psychologue David Saunders divulgue une note interne de l'administrateur de la commission, Robert Low, de 1966, précisant « Notre étude sera conduite exclusivement par des personnes qui n'y croient pas et qui, bien qu'elles ne pourront probablement pas prouver un résultat négatif, pourront fournir un ensemble impressionnant de preuves qu'il n'y a aucune réalité dans les observations. Le truc serait, je le pense, de présenter le projet de telle manière que pour le public, il apparaisse comme une étude tout à fait objective alors que, pour la communauté scientifique, il présenterait l'image d'un groupe de sceptiques faisant de leur mieux pour être objectifs mais avec un espoir pratiquement nul de trouver une soucoupe ». Cette note sort dans la presse en avril 1968 et mène à une polémique sur l'objectivité du rapport.
Le magazine Look publie en mai 1968 un article virulent contre Condon et l'armée de l'air, et Frank Drake presse le président de l'Académie des sciences de condamner le futur rapport Condon, tandis que le député Edward Roush demande une enquête à la Chambre des députés.
L'Académie des sciences valide l'étude scientifique mais l'Institut américain de l'aéronautique et de l'astronautique (AIAA) estime que « la conclusion inverse aurait pu être déduite de son contenu, c'est-à-dire qu'un phénomène avec un ratio aussi élevé de cas inexpliqués (environ 15 %) devrait produire assez de curiosité scientifique pour continuer son étude ».[réf. souhaitée]
À l'examen des courriers entre Robert Low et l'U.S.Air Force en vue de la signature du contrat les liant, apparaît le mot trick, mot signifiant aussi bien « astuce » que « fraude ou procédé malhonnête ».
Les partisans du modèle sociopsychologique du phénomène ovni et certains scientifiques citent souvent les travaux du rapport Condon comme source à leurs articles.